# Extensió separable
En matemàtiques, una extensió separable d'un cos K  és un cos L que conté a K i que pot ser generat adjuntant a K un conjunt d'elements α, tals que són arrels de polinomis separables sobre K. En aquest cas, qualsevol element β de L té associat un polinomi mínim que és separable sobre K.
La condició de separabilitat és important en la teoria de Galois, ja que és necessària perquè una extensió sigui considerada extensió de Galois. Un cos perfecte és aquell en què totes les seves extensions finites són separables. Existeix un criteri simple per a veure si un cos és perfecte: un cos F és perfecte si i només si
- F té característica 0, o
- F té característica no nul·la p, i tot element de F és una arrel p-èsima d'un element de F.

La segona condició equival a dir que el Morfisme de Frobenius de F, {\displaystyle x\mapsto x^{p}}, és un automorfisme.
En particular, tot cos de característica 0 i tot cos finit és perfecte. Aquest fet implica que la separabilitat pot ser suposada en un gran nombre de contexts. Els efectes de la inseparabilitat (i.e. cossos de característica p infinits) poden ser vistos en el teorema de l'element primitiu, i en els productes tensorials de cossos.
Donada una extensió finita de cossos L/K, existeix un subcos M de L que conté K tal que L és una extensió separable de M. Quan L = M l'extensió L/K rep el nom d'extensió inseparable pura.
Les extensions inseparables pures apareixen en situacions força naturals, per exemple en geometria algebraica en característica p. Si K és un cos de característica p, i V una varietat algebraica sobre K de dimensió no nul·la, si considerem el cos de funcions K(V) i el seu subcos K(V)p de potències pèssimes. Aquesta és sempre una extensió inseparable pura. Aquestes extensions apareixen quan un estudia la multiplicació per p sobre una corba el·líptica sobre un cos de característica p.
En el context de cossos no perfectes, s'introdueix el concepte de clausura separable Ksep dintre de la clausura algebraica, la qual és la major extensió separable possible de K. Aleshores la teoria de Galois és vàlida dintre de Ksep.